# Daniele Rimpelli
Daniele Rimpelli (Reggio nell'Emilia, 23 giugno 1997) è un rugbista a 15 italiano, di ruolo pilone in forza alle Zebre.

## Biografia
Nato a Reggio nell'Emilia, Rimpelli è cresciuto nella locale squadra dell'Reggio Emilia. Nel 2015 fu selezionato per l'Accademia Nazionale e al termine della stagione si accasò al Calvisano esordendo nel massimo campionato italiano nella partita con il S.S. Lazio. Con i lombardi conquistò lo Scudetto 2016-17 giocando la finale con il Rovigo.
Nel 2018 venne convocato dalle Zebre in qualità di permit player, giocò la partita d'esordio il 25 febbraio con Cardiff RFC subentrando dalla panchina. A partire dalla stagione successiva si trasferì nella franchigia federale.
Dopo alcune convocazioni ma senza mai riuscire ad entrare in campo, il 6 febbraio 2021 fa il suo esordio con la maglia azzurra nell'incontro con la Francia durante il Sei Nazioni.

## Palmarès
- Campionati italiani: 1
Calvisano: 2016-17